# Kolačkovský potok
Kolačkovský potok – potok, lewy dopływ Jakubianki na Słowacji. Ma długość 12,5 km i jest ciekiem 5 rzędu. Wypływa  na wysokości około 1230 m na północnych zboczach szczytu Čierna hora (1289 m) w Górach Lewockich. Po opuszczeniu porośniętych lasem gór płynie przez zabudowane obszary miejscowości Kołaczkowa (Kolačkov) i wypływa na pokryte polami uprawnymi równiny Šariš (podregion Jakubianska brázda). Uchodzi do Jakubianki w zabudowanym obszarze Nowej Lubowli na wysokości 559 m.
Główne dopływy Lomnická rieka, Zimné i Siglianka, również wypływające w Górach Lewockich.